# 圣波蒂托桑尼蒂科
圣波蒂托桑尼蒂科（義大利語：San Potito Sannitico），是意大利卡塞塔省的一个市镇。总面积22平方公里，人口1996人，人口密度90.7人/平方公里（2009年）。ISTAT代码为061080。